# سان او اس
SunOS نسخه‌ای از سیستم عامل یونیکس است که توسط شرکت سان مایکروسیستمز برای رایانه‌های سرور و ایستگاه کاری این شرکت توسعه داده شده‌است. نام "SunOS" معمولاً برای اشاره به نسخه‌های ۱٫۰ تا ۴٫۱٫۴ این سیستم عامل به کار می‌رود، این نسخه‌ها مبتنی بر بی‌اس‌دی یونیکس بودند، در حالیکه SunOS نسخه ۵ و بالاتر مبتنی بر انتشار چهار سیستم پنج یونیکس هستند و تحت نام سولاریس به بازار عرضه می‌شوند.

## SunOS وسولاریس

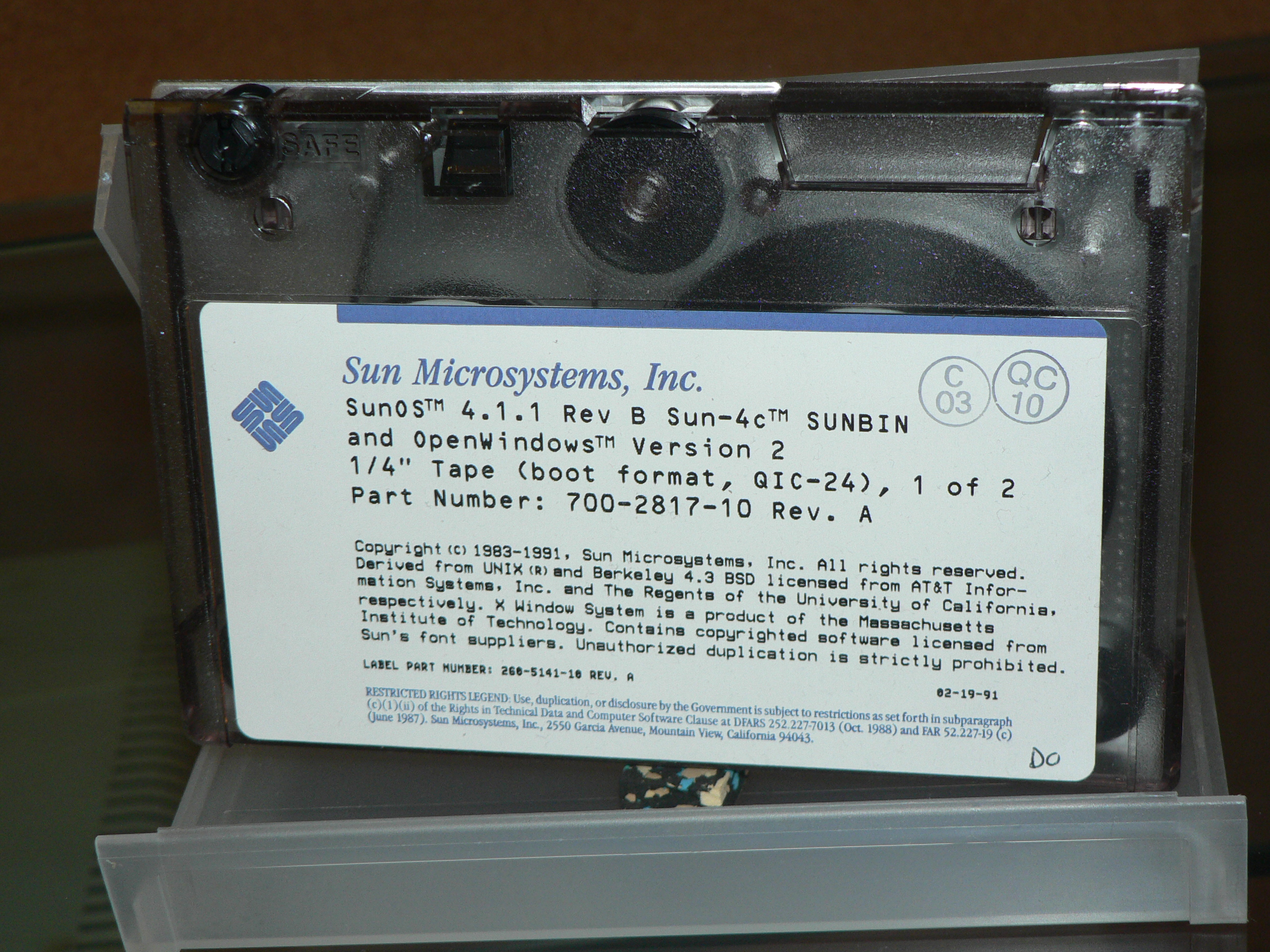
نوار مغناطیسی سیستم عامل SunOS نسخه ۴٫۱٫۱ در موزهٔ رایانش دانشگاه استنفورد

در ۱۹۸۷ شرکت تلفن و تلگراف آمریکا (به انگلیسی: AT&T Corporation) و سان مایکروسیستمز اعلام کردند که آن‌ها روی یک پروژه برای ادغام محبوب‌ترین یونیکس‌های آن زمان: بی‌اس‌دی، سیستم پنج یونیکس و زنیکس همکاری می‌کنند که نتیجه آن انتشار چهار سیستم پنج (SVR4) شد.
در ۴ سپتامبر ۱۹۹۱ سان مایکروسیستمز اعلام کرد که انتشار بعدی سیستم عامل اصلی آنها، از کد منبع مشتق شده از بی‌اس‌دی یونیکس به یکی مبتنی بر SVR4 تعویض خواهد شد، اگرچه نام‌گذاری داخلی این انتشار SunOS 5 خواهد بود، ولی با نام تجاری سولاریس عرضه خواهد شد.

## مقالات مرتبط
- سولاریس
- اوپن سولاریس
- مقایسه سیستم‌عامل‌های خانواده بی‌اس‌دی
- جنگ‌های یونیکس